# William Robert Broughton
William Robert Broughton (Gloucestershire, 22 de mayo de 1762-Florencia, 14 de marzo de 1821) fue un oficial de la Royal Navy y explorador británico, recordado por haber participado, como teniente al mando del HMS Chatham, en la Expedición Vancouver, un viaje de exploración a través del océano Pacífico al mando del capitán George Vancouver (1791-1795).

## Primeros años
Broughton entró en 1774 como guardiamarina en la Armada Real y el 17 de junio de 1775 participó en la batalla de Bunker Hill. Pronto fue apresado por los estadounidenses, pero fue puesto en libertad en diciembre de 1776 y hasta 1778 estuvo navegando por la costa Este de América del Norte. Después de varios años de servicio en, y alrededor de, la India Broughton recibió en 1790 el mando del bergantín HMS Chatham, que debía de acompañar al HMS Discovery de George Vancouver en su expedición al Pacífico.

## La Expedición Vancouver
En noviembre de 1791, mientras exploraban el Pacífico Sur, los miembros de su tripulación fueron los primeros europeos en avistar las islas Chatham. En octubre de 1792, mientras estaba explorando la costa noroeste del Pacífico de América del Norte, se le ordenó explorar el Columbia Inferior, entre los actuales estados de Oregón y Washington, con varias embarcaciones de la nave de Broughton. Broughton y su partida navegaron río arriba hasta la garganta del río Columbia. El 30 de octubre llegaron al punto más lejano que remontaron en el Columbia, desembarcando en el este del actual condado de Multnomah, al este de la hoy ciudad de Portland y el noroeste del monte Hood.
A finales de 1792, Vancouver, obstaculizado por las conflictivas instrucciones sobre el Nootka Sound, envió a Broughton nuevo a Inglaterra a través de México y se embarcó desde Veracruz en la travesía del Atlántico, llevando despachos y solicitando instrucciones.
El mapa que realizó Broughton del río Columbia fue decisivo en la planificación de la expedición de Lewis y Clark (1804-1806).

## Exploración de Japón y Sajalín
En 1793, Broughton fue ascendido a comandante y más tarde se le dio el mando del HMS Providence, un barco anteriormente al mando del capitán William Bligh.
En febrero de 1795 salió de Inglaterra para el Pacífico para asistirá a Vancouver.  Determinando correctamente que Vancouver habría regresado a Inglaterra después de haber completado su reconocimiento, Broughton cruzó el océano hasta Japón y desde septiembre de 1796 trazó la costa este de las islas de Honshu y Hokkaido antes de hacer la invernada en Macao. Ahí Broughton compró una pequeña goleta de apoyo para ayudar a la Providence. Al año siguiente regresó a Japón, donde el Providence naufragó en Providence Reef (ahora Yae Bishi八重干瀬) en la isla de Miyako (al sur de Okinawa).  La goleta salvó a la tripulación del barco naufragado y continuaron hacia el norte por la costa este de Honshu. Pasó, ya fuese por el norte o el sur de Hokkaido, y navegó hacia el norte en el golfo de Tartaria siguiendo la costa occidental de la isla de Sajalín. Encontraron extensas aguas poco profundas en el extremo norte del golfo y falsamente concluyó que Sajalín formaba parte de tierra firme (un error común). Regresaron hacia el sur siguiendo la costa de la península de Corea y luego se dirigieron a casa a través de Trincomalee, Ceilán, donde se pagó a la tripulación. Llegó a Inglaterra en febrero de 1799.

## Carrera posterior
Broughton continuó en el servicio, entrando en acción en la batalla naval de la isla de Aix (abril de 1809) y en 1811 en la Expedición Java (donde fue comodoro).
Más tarde se estableció en Italia, donde murió en 1821, a la edad de 58 años, en Florencia. Fue enterrado en el Antiguo Cementerio Inglés de Livorno.

## Obras
William Robert Broughton dejó constancia de sus viajes en un libro aparecido en enero de 1803, A voyage of discovery to the North Pacific Ocean in which the coast of Asia, from the lat. of 35 north to the lat. of 52 north, the island of Insu commonly known under the name of the land of Jesso, the north, south and east coasts of Japan, the Lieuchieu) (reeditado varias veces como A Voyage of Discovery to the North Pacific Ocean, 1795-1798), y traducido a varios idiomas. (en francés: Voyage de découvertes dans la partie septentrionale de l'océan Pacifique, fait par le capitaine W. R. Broughton, pendant les années 1795, 1796, 1797 et 1798, traducido por Jean-Baptiste Benoît Eyriès (2 volumes, 1807).

## Legado
Broughton nombró muchos lugares en el curso de sus exploraciones y su memoria ha sido honrada dándole su nombre a numerosos accidentes geográficos:
- la isla Broughton y bahía Providence aguas afuera de Port Stephens, Nueva Gales del Sur, fueron reconocidos por Broughton en agosto de 1795. Mientras lo hacía se encontró con algunos convictos escapados a quienes llevó de vuelta a Sídney.[4]
- la isla Broughton en las islas Snares, Nueva Zelanda fue nombrada por el teniente Broughton;
- el brazo Broughton (Broughton Arm) en el Dusky Sound, Nueva Zelanda fue nombrado por el teniente Broughton;
- el archipiélago Broughton, la isla Broughton y el estrecho Broughton en la región del estrecho de la Reina Carlota en la Columbia Británica fue nombrada por el teniente Broughton.
- el monte Hood por el vizconde Samuel Hood, primer vizconde de Hood, almirante de la flota británica;
- el río Youngs y la bahía Youngs por su tío, el almirante Sir George Young;

También honran su recuerdo:
- una calle en el West End de Vancouver y una calle en el Downtown Victoria;
- Broughton's Bluff, un popular destino de escalada en roca en la  Lewis and Clark State Recreation Site en Troutdale, nombrado en su honor en 1926.[5]
- una placa erigida por el estado de Oregón a lo largo de la Interestatal 84 en la garganta del Columbia conmemora el lugar donde desembarcó Broughton en 1792.
- un pub de la embajada británica en Seúl lleva el nombre de "Broughton's Club" para conmemorar la exploración de Broughton del noreste de Asia, incluyendo la península de Corea;
- un equipo de cricket de la liga «Korea Cricket Association» se llama "Broughton's International XI" en su honor.